# Е́
Cette page contient des caractères spéciaux ou non latins. S’ils s’affichent mal (▯, ?, etc.), consultez la page d’aide Unicode.
Le ié accent aigu (capitale Е́, minuscule е́) est une lettre de l'alphabet cyrillique utilisée dans certaines langues comme le biélorusse, le kirghize, le russe, ou le rusyn lorsque l’intonation est indiquée à l’aide de l’accent aigu.

## Utilisations
Le Е́ est utilisé en russe lorsque l’intonation d’une syllabe est indiquée sur la voyelle Е.

## Représentation informatique
Le ié accent aigu peut être représenté avec les caractères Unicode suivants :
- décomposé (cyrillique, diacritiques) :

| formes    | représentations | chaînes de caractères | points de code | descriptions                                           |
| --------- | --------------- | --------------------- | -------------- | ------------------------------------------------------ |
| capitale  | Е́               | Е◌́                    | U+0415 U+0301  | lettre majuscule cyrillique ié diacritique accent aigu |
| minuscule | е́               | е◌́                    | U+0435 U+0301  | lettre minuscule cyrillique ié diacritique accent aigu |